# Анадолуфенери
„Анадолуфенери“ (на турски: Anadolufeneri) е квартал в район „Бейкоз“ в Истанбул, Турция. Намира се в анадолската част на града, на малък полуостров между Чакалтепе и залива Кабакоз, на брега на Босфора откъм Черно море. 
Анадолуфенери е основано като село през 1658 г. и носи името на фара, който се намира в селото. През 2014 г. става квартал на Истанбул.